# Elegy (Amorphis-Album)
Elegy ist das dritte Studioalbum der finnischen Band Amorphis.
Es erschien 1996 und markierte zum einen den Einstieg des langjährigen Sängers Pasi Koskinen und damit auch den Beginn der zeitweiligen Abkehr von Death-Metal-Einflüssen, zum anderen gelang der Band mit diesem Album der kommerzielle Durchbruch in ihrer Heimat.

## Entstehung
Im Vorfeld der Aufnahmen musste die Band mehrere Abgänge verkraften. Neben Keyboarder Kasper Mårtenson, der auf dem Vorgängeralbum Tales from the Thousand Lakes erstmals in Erscheinung getreten war, verließen auch Schlagzeuger und Gründungsmitglied Jan Rechberger sowie der ebenfalls erst vor dem letzten Album zur Band gestoßene Sänger Ville Tuomi die Band. An die Stelle der beiden Instrumentalisten traten Kim Rantala (Keyboard) und Pekka Kasari (Schlagzeug), der Sängerposten blieb zunächst unbesetzt. Erst nachdem alle Stücke komponiert worden waren und die Aufnahmen schon begonnen hatten, fand die Band mit Pasi Koskinen einen geeigneten Sänger für den Klargesang, während die Growls weiterhin von Gitarrist Tomi Koivusaari stammten.
Die Aufnahmen selber begannen wie beim Vorgängerwerk im Stockholmer Sunlight Studio unter der Leitung von Tomas Skogsberg. Im Gegensatz zum vorherigen Album war Skogsberg auch als Produzent eingeplant, wohingegen Tales from the Thousand Lakes noch hauptsächlich von der Band abgemischt wurde. Die Aufnahmen verzögerten sich jedoch, als sich Gitarrist Esa Holopainen bei einem Sturz den Arm brach. Nach der Verletzungspause musste die Band die Produktion in anderen Studios fortsetzen, da Skogsberg in seinem Studio mit Umbauarbeiten begonnen hatte. Für zusätzliche Aufnahmen wurden folglich das MD Studio und die Finnvox Studios (beide in Helsinki) herangezogen. Die Abmischung fand in den Parr Street Studios in Liverpool statt und wurde von Pete Coleman und Dave Buchanan durchgeführt.
Das Album erschien am 14. Mai 1996 über Relapse Records. In Europa erfolgte der Vertrieb unter Lizenz durch Nuclear Blast. Albencover und Illustrationen im Booklet stammten von dem schwedischen Künstler Kristian Wåhlin, das Bandfoto auf der Rückseite der CD-Hülle wurde von Joullo Lehtola aufgenommen.
1997, ein Jahr nach dem Album, wurde das Stück My Kantele (Acoustic Reprise) für eine EP ausgekoppelt (siehe da). 2004 veröffentlichte Relapse Records eine Neuauflage des Albums im Digipack, die als Bonustracks vier Liveaufnahmen enthielt.

## Titelliste
1. Better Unborn (Holopainen) – 5:50
2. Against Widows (Laine) – 4:04
3. The Orphan (Holopainen & Laine) – 5:16
4. On Rich and Poor (Holopainen & Rantala) – 5:18
5. My Kantele (Holopainen) – 5:00
6. Cares (Koivusaari, Holopainen & Laine) – 4:27
7. Song of the Troubled One (Holopainen & Laine) – 4:06
8. Weeper on the Shore (Laine & Rantala) – 4:50
9. Elegy (Rantala) – 7:19
10. Relief (Laine) – 4:07
11. My Kantele (Acoustic Reprise) – 5:55

Gesamtspielzeit: 56 min 36 s

## Stil

### Musik
Kennzeichnend für dieses Album im Verhältnis zu seinen Vorgängern ist der hohe Anteil an klarem Gesang, wofür hauptsächlich der Einstieg von Sänger Pasi Koskinen verantwortlich war. Tendenziell bewegte sich die Musik auch sukzessive in Richtung Rock.
Bemerkenswert sind ferner die Keyboardparts von Kim Rantala. Kai Wendel, Redakteur des deutschen Magazins Rock Hard, sieht Rantalas Beitrag als deutliche Reminiszenz an den Hard Rock der 1970er Jahre und zieht Vergleiche zu Jon Lord, dem Organisten von Deep Purple:

„Vor allem für den neuen Keyboarder bot diese Vorgehensweise ein ideales Betätigungsfeld, und er konnte sich auf seiner Hammond-Orgel richtig austoben. Genau diese 70er-Klänge, die sehr stark an die Spielweise von Jon Lord erinnern, machen die Genialität der Platte aus.“

Bemerkenswert ist auch die erstmals auf Tales from the Thousand Lakes zum Einsatz gekommene Kompositionstechnik, eine themenartige Melodie, die weit über Umfang und Bedeutung eines Riffs hinausgeht, in den Mittelpunkt einiger Lieder zu stellen und diese durch Gegenthema und Variation zu verarbeiten. Besonders bemerkenswert ist hierbei das Lied On Rich and Poor. Wendel fasst diese Technik wie folgt zusammen:

„[…] Auch die Strukturen der Songs haben sich verändert. Statt des üblichen Strophe-Lead-Strophe-Musters wird jetzt am Anfang jedes Stücks das Grundthema vorgegeben, das dann, ganz im Stil der klassischen Komponierkunst, zerlegt und nuanciert wiederholt wird.“

Daneben findet sich mit Cares auch ein experimentelles Stück auf dem Album, das Folk Metal mit Dance-Rhythmen kombiniert. Ferner bemerkenswert ist die Tatsache, dass das Lied My Kantele am Ende des Albums noch einmal eine von Akustikgitarre getragene Reprise erlebt. Außerdem findet sich mit Relief ein reines Instrumentalstück am Ende des Albums.

### Texte und Cover

Logo von Amorphis ab 1995

Die Texte stammen aus der finnischen Gedichtsammlung Kanteletar. Dabei handelt es sich um eine im 19. Jahrhundert zusammengestellte Sammlung alter mündlich überlieferter Lieder. Die Kanteletar gilt das lyrische „Schwesterwerk“ des finnischen Nationalepos Kalevala, das auf dem vorherigen Album thematisiert wurde.
Auf dem Albencover fand erstmals das neue Bandlogo Verwendung.

## Kritik und Rezeption
Das Album erhielt hervorragende Kritiken. Im deutschen Magazin Rock Hard wurde das Album in Ausgabe 109 auf den zweiten Platz der Richterskala gewählt und von den Redakteuren mit durchschnittlich 8,29 von 10 Punkten bedacht. In der Rezension nannte Redakteur Kai Wendel das Album ein „Meisterwerk“, fügte aber auch hinzu, dass sich das Album „dem Hörer aber erst nach mehreren Durchläufen richtig erschließ[e].“
Im Online-Magazin The Metal Observer betonte Autor Frodi Stenberg den Unterschied zum Vorgängerwerk:

„"Elegy" war für mich wie auch eine Menge anderer Fans eine mindestens ebenso riesige Überraschung. […] Die Leute streiten sich noch heute, welches AMORPHIS-Album besser ist, "Tales from the Thousand Lakes" und "Elegy", was eine schwere Entscheidung ist, aber ich würde sagen "Elegy", weil die Songs reicher sind und der Sound besser ist.“

Kommerziell war das Album sehr erfolgreich. Es erreichte in den finnischen Albencharts den achten Platz und konnte die Band erstmals auch in Deutschland in die Alben-Top-100 bringen, wo es Platz 56 erreichte.

## My Kantele EP

### Entstehung und Beschreibung
Die akustische Reprise des Liedes My Kantele wurde für eine EP ausgekoppelt, die am 27. Mai 1997 erschien. Neben dem Titelstück, das neu aufgenommen wurde, waren noch die beiden neuen und zusammengehörenden Lieder The Brother-Slayer und The Lost Son sowie die Coverversionen Levitation (von Hawkwind) und And I Hear You Call (von Kingston Wall) enthalten. Die Aufnahmen fanden erneut in den MD Studios und im Finnvox statt. Die EP hatte auch ein ähnliches Artwork wie das Album und erschien als CD im Jewelcase sowie im Digipack mit Prägedruck.
Musikalisch war die EP im Vergleich zum Album ruhig gehalten. So wird der Titelsong hauptsächlich von Akustikgitarre und Hammond-Orgel getragen. Die neuen Lieder weisen durch Synthesizer und verschiedene Gitarreneffekte ebenfalls eine eher psychedelische Atmosphäre auf und gehen ineinander über, wobei The Lost Son größtenteils aus einem Solo auf der E-Gitarre besteht. Die Coverversionen nehmen dagegen eher den Stil des Albums auf, die Band integriert sogar Growls in den Song ihrer Landsleute von Kingston Wall.
Bemerkenswert ist, dass mit The Brother-Slayer das erste von Pasi Koskinen komponierte Lied aufgenommen wurde.

### Titelliste
1. My Kantele (Acoustic Reprise) – 5:57
2. The Brother-Slayer – 3:37
3. The Lost Son (The Brother-Slayer Pt. II) – 4:36
4. Levitation – 5:52
5. And I Hear You Call – 4:41

Gesamtspielzeit: 24 min 43 s